# 比耶拉省
比耶拉省（義大利語：Provincia di Biella）是意大利皮埃蒙特大区的一個省。面積913平方公里，2017年年中人口178,551人。首府比耶拉。
下分74市鎮。